# 乐平市站
乐平市站位于中华人民共和国江西省景德镇市乐平市洎阳街道，是皖赣铁路和乐（平）德（兴）支线车站。车站目前由南昌铁路局上饶车务段管辖，办理客货运业务。
车站建于1969年，1971年8月交付使用:249，原站名乐平站。1980年因其站名读音容易与原黔桂铁路乐坪站混淆而改为乐平县站:242。1999年车站改为现名:141，2006年车站新站房投入使用。

## 车站结构

### 站房
乐平市站目前使用的站房于2004年8月开工，2006年1月22日投入使用。站房设有南北两个候车室，总共可容纳800名旅客:164。

### 站场
乐平市站站场设有6条到发线，办理客货运列车接发、通过及调车作业。车站货场设有2条货物线，以及一台龙门吊车，并设有通往鸣山煤矿专用线和80722部队军事专用线各1条:173。鹰潭机务段驻乐平市站有2台调机，负责本站、乐德支线、库前站江维专用线和接渡站专用线小运转及调车取送任务。
| 侧式站台 |                    |
| 1站台    | 皖赣铁路列车       |
| 正线     | 皖赣铁路列车通过线 |
| 岛式站台 |                    |
| 到发线   | 皖赣铁路           |
| 到发线   | 皖赣铁路           |
| 到发线   | 皖赣铁路           |
| 到发线   | 皖赣铁路           |

## 車站周邊
- 乐平市工商贸易商会
- 乐平四中
- 乐平市公安局城西派出所
- 中国工商银行大寺上分理处
- 中国农业银行乐平西门分理处

## 外部連結
- . 全景乐平. 2015-06-15  [2019-05-16]. （原始内容存档于2019-08-01）.
- . 江西省乐平市门户网站. 2019-02-01  [2019-05-16]. （原始内容存档于2019-08-01）.
- 中国铁路客户服务中心 （页面存档备份，存于）